# Băiatul miliardar
Băiatul miliardar (în engleză Billionaire Boy) este o carte de umor a scriitorului britanic David Walliams, publicată în anul 2010. Ediția originală a apărut la editura HarperCollins.
Carte foarte buna amuzanta potrivita pentru copii